# SATB
SATB is een afkorting van sopraan, alt, tenor, bas, waarmee een veelgebruikte stembezetting van koren wordt aangeduid. Stukken voor deze bezetting kunnen worden gezongen door koren met zangers van beide geslachten (gemengde koren), of koren bestaande uit mannen en jongens.

## SSATB
Men komt ook vijfstemmige koren tegen, waar als de sopranen gesplitst worden men de afkorting SSATB gebruikt.

## Notatie
Als de sopraan en de alt in één notenbalk staan genoteerd, gaan alle stemmen voor de sopraan omhoog en voor de alt omlaag. Op dezelfde manier, als de tenor en bas in één notenbalk staan genoteerd, wordt de bovenstem gemarkeerd met de stemmen omhoog en worden beide stemmen in de bassleutel geschreven, terwijl de tenor meestal in de g-sleutel wordt geschreven, gemarkeerd met een octaaf omlaag als deze een eigen notenbalk heeft. 
| stem        | personeel  | stang  |
| ----------- | ---------- | ------ |
| sopraan (S) | g-sleutel  | omhoog |
| alt (A)     | g-sleutel  | omlaag |
| tenor (T)   | bassleutel | omhoog |
| bas (B)     | bassleutel | omlaag |

## Andere instrumenten
Ook voor blokfluitensembles wordt de aanduiding SATB gebruikt: sopraanblokfluit, altblokfluit, tenorblokfluit en basblokfluit.